# ラブ・モンスター
『ラブ♥モンスター』は、宮城理子作の漫画。「マーガレット」（集英社）に2002年～2005年まで連載していた。単行本がマーガレットコミックスから全12巻。文庫版は全7巻。

## あらすじ
高校受験に失敗してしまった大空ヒヨ子は父親が取ってくれたという推薦でSM学園へ入学することに。ところが、そこは普通の高校ではなく妖怪のための学校だった。そこで自分の事を許婚だという生徒会長の天魔黒羽と出会う。

## 登場人物

### 主要人物
登場人物の声は、ドラマCDによるもの。
大空 ヒヨ子
声 - 広橋涼
2月27日生まれ　150cm
主人公　
15歳の高校1年生。実は人間とカラス天狗のハーフであり、本来は白カラスの妖怪。後先考えずに行動する。明るい性格だが、少し鈍感。
高所恐怖症だが徐々に馴れていく。中華料理（特に桃まん）が好き。キラキラしたものが好き。身長が低いのが悩みだが、巨乳。
黒羽によくセクハラを受ける。⑥生徒会のマスコットに任命される。幼い頃に黒羽と出会っているが長い間記憶を封印されていた。
最終的には黒羽との間に、7人の子を設けるということが文庫本7巻で判明した。
天魔 黒羽
声 - 川田紳司
6月6日生まれ
高校1年生にしてSM学園の生徒会長。正体はカラス天狗。成績優秀スポーツ万能容姿端麗。ヒヨの父親の承諾を得たとして、ヒヨの婚約者を名乗る。性格はドS。
生まれてすぐに黒い羽が生えなかった為、周囲から疎外されていた。実はヒヨを学校に推薦した張本人。幼い頃にヒヨと出会い、救われて以来ヒヨを好きになる。
物語終盤で白カラスの対の存在「魔王」であることが判明する。
荒野 銀二狼
声 - 私市淳
黒羽の一番古い友達。正体は狼男。スポーツ万能。気さくな性格。興奮すると狼に変身。女に弱い。中等部時代、転校してきたユキに一目惚れするも、男だとわかってショックを受けた過去がある。
ユキ・スノーホワイト
声 - 神谷浩史
東北出身雪女の母と北欧出身雪男との父のハーフ。中等部の時に女教師と問題を起こし、SM学園本校より分校に転校して来た。いつも冷静。かき氷が好物。
カータン
黒羽が飼っているカラス。性別は♂（オス）。本名は『月影号』。ケガしていたところを、入試に行く途中のヒヨに拾われる。人の言葉を理解できる模様。

### SM学園極東分校の人物
日本のどこかにあるモンスター学園。
魔木 タマキ
声 - 野中藍
ヒヨ達のクラスメート。正体は化け猫。カラス天狗次期クイーンの座を狙う。魚（特にマグロ）が好き。しかし、1番好きなのはカラス天狗。灰谷を下僕にしている。猫を被っているが、本性は凶暴で周囲からはバレバレ。タマミという姉がいる。あらゆる者に化けられるが、油断すると地が出てしまう。おだてに弱い。
鎌倉 鎌子
声 - 岸尾大輔
4月4日生まれ
ヒヨ達の担任。見た目はモデル体型の長身美女だが、実はオカマ。「オカマ」呼ばわりされるのを嫌い、かまいたちで制裁する。昔はそれはそれは優秀な生徒だったらしい。担当は古文だが、どんな教科も教えることができる。
獏 眠
SM学園の男性教師。担当は化け学。正体は獏。生徒の悪夢を食べてくれる。鎌子の大学時代の後輩で、かつて鎌子に思いを寄せていたが、当時と現在の見た目の変貌ぶりにショックを隠せないでいる。
蛇の目
声 - (子供)白石涼子(大人)鳥海浩輔
SM学園の校医。正体はメデューサ。普段は可愛らしい子供の姿。好みの女の子の前だと凶暴な大人に変身。しかし、大人になった彼の目を見ると、石になってしまう。ちなみに、石になってもお湯をかけると3分で戻る。
八俣 剣
8月8日生まれ　188cm/76kg
モンスター界屈指の旧家、八俣家の長男。SM学園の副生徒会長。正体はヤマタノオロチ。生徒会長を決める選挙で黒羽に負けたため、黒羽を恨んでいる。ヒヨが好き。「八頭火炎」と呼ばれる火技が使えるが、危険なので使用を禁止されている。ヒヨとはゲーマー仲間。
八ツ手 糸子
SM学園女子寮最高責任者。通称『クイーン』。正体は蜘蛛女。容姿端麗で、生徒会長と同じくらいの発言権を持つ。瞳からは「お糸」と呼ばれている。瞳に、女子寮の奥座敷を貸している。八俣とは小学部からの幼馴染。
座右 瞳
正体は座敷童子。SM学園女子寮に100年間住みついている。外見は可愛らしい女の子だが、106歳のおばあちゃん。代々のクイーンは瞳の好みで決められる。無邪気。オークションにハマっている。強力な結界を張ることができる。
灰谷 忠雄
9月9日生まれ　164cm/51kg
通称『ハイチュー』。正体はネズミ男。タマキの命令で入学したてのヒヨを襲った。小学部時代、タマキに出会いがしらに二度も殴られた。それ以来、タマキの下僕。
天野 ジャック
4月1日生まれ　174cm/62kg
正体は天邪鬼。
三ｯ目 とおる
10月23日生まれ　158cm/48kg
正体は三つ目小僧。
稲荷コン太
正体は妖狐だが、まだ不完全で未熟。普段はヒヨと同じくらい背が低くて点々顔だが、完全な妖狐に一時的になった際は、長身長髪のイケメン。
犬神コマ、犬神マコ
正体は狛犬。双子の姉妹。コマは金髪でマコは黒髪。コン太とは幼馴染で下僕にしている。白カラスであるヒヨの白い羽を狙っていた。
薄口
生徒会役員。正体は一反木綿。
河口
2年生。生徒会役員。正体は河童。

### ヒヨたちの親類および関係者
大空 翔
生年月日不明　165cm/50kg
ヒヨの父親。元SM学園極東分校史上最強生徒会長。正体はカラス天狗。成長が止まっており、ヒヨの童顔は彼譲り。京子とはヒヨが幼い時に離婚。最終回では、片方が黒、片方が白の翼を披露しており、正体は謎のまま。
妻子思いであり、常に笑顔を絶やさないが、時折シリアスな面を見せることもある。
大空 京子
11月9日生まれ　166cm/体重不詳
ヒヨの母親。42歳。ニュースキャスター。バツイチ。ストレートヘアの眼鏡美人。幼少期に翔と出会い、プロポーズをするが、離婚する。離婚の理由は、成長の止まっている翔と一緒にいると、若い男をたぶらかしているように見えるから。それゆえに、シミなどの老化を極度に嫌がり、海水浴でも日傘を欠かさない。美夜子とは犬猿の仲。幼少期はヒヨそっくり。翔曰く、ヒヨの気性の荒さは彼女譲り。
ヒヨのことは彼女の鈍さに呆れたり足蹴にしたりと容赦ないが、しっかり者で身を案じるなど大切に思っている。
小麦
ヒヨの中学時代の同級生で親友。黒髪ロングの少女。四つ葉のクローバーの髪留めがチャームポイント。霊感が強い。家が教会である。モンスターの気配に敏感に気づき、恐れている。十字架を持ち歩いている。ヒヨのそばにいると落ち着く。銀二狼のことが好き。
天魔 羽王
黒羽の祖父にして夜叉の父。カラス天狗であり、幼少期に不遇な黒羽を引き取り育てた。能力はもちろん、人格者である。ヒヨの父・翔の師匠でもある。美夜子とは互いに一目置く存在。
天魔 美夜子
黒羽・千夜の母親であり、姫神。見た目は美少女そのもので、ヒヨと同じくらいの身長。他人の未来が見える力を持つが、翔など、強大な力を持つ人物の未来は見ることができない。「闇夜の巫女」と称され、その強力な力ゆえ「神の娘」として、世の中から隔離されて育った。京子のことが嫌い。ヒヨと黒羽の結婚を断固反対。
翔のことを気に入っており、会えるたびに目を輝かせているが、夜叉のことは夫として心から大切に思っている。
天魔 夜叉
黒羽・千夜の父親。正体はカラス天狗。モンスター界を代表する名家・天魔家の現当主。能力はもちろん、人格者でもある。昔、行き倒れていた翔を助けて以来、仲良しの兄弟のように育ったが、とあるきっかけで翔に冷たい態度をとるようになる。幼い頃、ツライ思いをさせた黒羽には申し訳ないと思っている。美夜子を大切に思っている。
幼少期、瀕死の状態にあった翔を見つけ、助ける。それ以降、仲良しの兄弟のように育つが、翔が天魔家を出て行ったことにより、確執が生まれる。
天魔 疾風
黒羽・千夜の兄。正体はカラス天狗。黒羽より年上だが背は低い。
天魔 千夜
黒羽の妹。正体はカラス天狗。1つ年下だが、飛び級でヒヨと同じ学年（高校1年）。黒羽のことが好きで、結婚を望んでいる（モンスター界では、兄妹間でも結婚できるため）。魚子とアイドルユニット「トトチャ」で大人気。
スノーホワイト氏
ユキの父親。正体は北欧の雪男。職業はサンタクロース。
雪乃・スノーホワイト
ユキの母親。正体は東北の雪女。夫とは価値観の一致（リビングの室温がマイナス80度）により結婚。SMM極東分校のOGで、最美人クイーンとして名を馳せた。

### 百鬼学院
幻堂 灰音
百鬼学園生徒会長の3年生。寝坊などによる出席日数不足で何度も留年してるため、長きにわたり生徒会長を務めている。正体はカラス天狗。羽の色が灰色なせいで、幼いころイジメられていた。女性によくモテる。趣味は盆栽。料理が上手い（学食のおばちゃんたちの作る飯がマズいため）。母親以外で唯一自分の羽の色を馬鹿にしなかったヒヨのことを次第に好きになる。
同じカラス天狗である黒羽よりも強い力を持つ。
カール
灰音のカラス。カータンに似ているが、頭の毛先がカールしている。
水木 魚子
正体は人魚。幼いころからアイドルになるのが夢。千夜と「トトチャ」としてデビュー。化け猫であるタマキのことが苦手。千夜からは「トトちゃん」と呼ばれ懐かれている。

### SM学園本校
西洋にあるモンスター学園。特にブラッドフォード家はヨーロッパでは強大な力を持つ。
L=ブラッドフォード
ブラッドフォード家直系の純血ヴァンパイア。驚異的な知力、身体能力を持つが、生命力に欠ける。童顔で背丈はヒヨとほぼ同じだが、3年生。同族の血以外は受つけないはずが、ヒヨの血だけは飲めるようになる。
一時的にだが、SM極東分校の生徒として在籍した。頭脳明晰であり、期末試験では超難問出題にもかかわらずオール満点で学年トップを獲得する。
キキちゃん
Lのコウモリ。可愛らしい顔をしている。名前は「キキ―」と鳴くのでヒヨが勝手に呼んでいる。カータンとは週に1度喧嘩しているが、なんだかんだともに行動することもある。
K=ブラッドフォード
ヴァンパイアの父と人間の母の間に生まれる。1年生。母親は自殺。拾われるまで路上で生活していた。ユキとは元同級生。SM極東分校に来た際は、クイーンである糸子に恋焦がれていた。
J=ブラッドフォード
ヴァンパイアの父と人間の母の間に生まれる。Lには幼いころから可愛がってもらっていた。そのLのため、伝説の白カラスであるヒヨを手に入れようとする。おばあちゃんっ子であり、SM極東分校に来た際は、瞳といることが多かった。

### SM学園中華分校
中国のどこかにあるモンスター学園。東西南北と中央の5エリアに分かれており、東西南北それぞれで派閥争いが起きている。
朱里
四神の一つ、朱雀の力を持つ。南を取りまとめている生徒会長。黄からは「姫様」と呼ばれる。黒髪の長身スレンダーな美人。黄を信頼しており、密かに想うが、素直になれないいわゆるツンデレである。
黒蘭
四神の一つ、玄武の力を持つ。北を取りまとめている。グラマラスな巨乳美人。昔は朱里や黄と遊ぶほど仲が良かったが次第に冷たくなる。実は今でも朱里のことを思っており、朱里が黄のことばかり気にかけるのが悔しくて嫉妬いていた。
青水
四神の一つ、青龍の力を持つ。寡黙な性格。長髪。
白牙
四神の一つ、白虎の力を持つ。巨乳好きの軽い性格。
黄
朱里の従者。朱里に拾われて以来、彼女を慕う。実の正体は麒麟。温厚でのんびりとした性格。中華分校に訪れ、道に迷い、追っ手に追われていたヒヨを匿った。

### その他
マリリン
西の聖女。美夜子と同じ神の存在。メイド服にボブカットの可愛らしい姿をしてるが、本性は冷酷残忍。気に入らない者は火で消し炭にする。